# Гедвига Вюртембергская
Гедвига Вюртембергская (нем. Hedwig von Württemberg; 15 января 1547, Базель — 4 марта 1590, Марбург) — принцесса Вюртембергская, в замужестве ландграфиня Гессен-Марбургская.

## Биография
Гедвига — старшая дочь герцога Кристофа Вюртембергского и его супруги Анны Марии Бранденбург-Ансбахской, дочери Георга Бранденбург-Ансбах-Кульмбахского.
Гедвига вышла замуж за ландграфа Людвига IV Гессен-Марбургского 10 мая 1563 года в Штутгарте. Воспитанная в строгих традициях лютеранка оказывала существенное влияние на супруга, поддерживавшего благодаря жене тесные религиозные связи с герцогом Вюртемберга. Людвиг IV даже поссорился с братом Вильгельмом IV, пытавшимся объединить всех германских протестантов. В браке детей не было. Гедвига была похоронена рядом с супругом в марбургской приходской церкви Святой Марии.